# باميلا ماسون
باميلا ماسون (بالإنجليزية: Pamela Mason)‏ هي كاتبة سيناريو أمريكية، ولدت في 10 مارس 1916 في وستجيتون سي في المملكة المتحدة، وتوفيت في 29 يونيو 1996 في بيفرلي هيلز في الولايات المتحدة بسبب مرض.

## وصلات خارجية
- باميلا ماسون على موقع IMDb (الإنجليزية)
- باميلا ماسون على موقع ألو سيني (الفرنسية)
- باميلا ماسون على موقع تيرنر كلاسيك موفيز (الإنجليزية)
- باميلا ماسون على موقع أول موفي (الإنجليزية)
- باميلا ماسون على موقع قاعدة بيانات برودواي على الإنترنت (الإنجليزية)
- باميلا ماسون على موقع قاعدة بيانات برودواي على الإنترنت (الإنجليزية)
- باميلا ماسون على موقع قاعدة بيانات الأفلام السويدية (السويدية)
- باميلا ماسون على موقع قاعدة بيانات الفيلم (الإنجليزية)